# Casey Deidrick
Casey Jon Deidrick (* 25. April 1987 in Santa Clara, Kalifornien) ist ein US-amerikanischer Schauspieler.

## Leben
Casey Deidrick wurde im April 1987 in Santa Clara, Kalifornien, als Sohn von dem Elektriker Barry Jon Deidrick und der Krankenschwester Denise Deck geboren. Deidricks hat vier Halbgeschwister: Amy, Jake, Micayla und Nikols. Als er drei Jahre alt war, ließen sich seine Eltern scheiden. Er lebte daraufhin bei seiner Mutter, bis sie nach Arizona zog, als er sieben Jahre alt war. Er blieb bei seinem Vater und wohnte in Hollister, Kalifornien. Er begann mit dem Skateboarden um sich von seiner Mutter abzulenken, die ihn verlassen hat. Nach seinem ersten Jahr in der High School zog Deidrick mit seiner Mutter nach Highlands Ranch, Colorado. 
Man entdeckte sein Talent als Skateboarder, wurde gesponsert und nahm an mehreren Wettbewerben statt. Nach einem schweren Unfall beendete er seine Karriere als Skateboarder und beschloss sich auf die Schauspielerei zu konzentrieren. Er studierte ein Jahr lang Theater und Psychologie am Metropolitan State College in Denver. 
Im Alter von 19 Jahren zog er nach Los Angeles. Deidrick ist der Sänger in der Heavy-Metal-Rock-Band A Dreadful Fall. 2009 begann er eine Beziehung mit der Schauspielerin Molly Burnett, die er am Set von Zeit der Sehnsucht kennenlernten. Die beiden haben sich einige Zeit später getrennt. 
In der High School trat Deidrick in Schulproduktionen auf. Er besuchte die AMTC-Convention in Orlando, Florida, wo er seinen Agenten traf. Daraufhin nahm er Schauspielunterricht und arbeitete nebenbei als Kellner.
Im Jahr 2009 schafft er es eine Nebenrolle in der Jugendserie 90210 zu ergattern, die sein Schauspieldebüt darstellte. Anschließend folgten Gastrollen in den Fernsehserien Die Zauberer vom Waverly Place und Body of Proof.
In den Vereinigten Staaten erlangte Deidricks durch die Hauptrolle des Chad DiMera in der NBC-Daily-Soap Zeit der Sehnsucht Bekanntheit. In der Soap war er vom 19. Juni 2009 bis zum 30. Oktober 2013 zu sehen. Neben der Soap spielte er auch noch in den Serien Revolution und Glee mit.
Im September 2013 erhielt er eine Hauptrolle in der MTV-Thrillerserie Eye Candy. In der Fernsehserie verkörperte Deidrick von Januar bis März 2015 an der Seite von Victoria Justice den Polizisten Tommy.

## Filmografie (Auswahl)
- 2009: 90210 (Fernsehserie, Episode 1x16)
- 2009: Die Zauberer vom Waverly Place (Wizards of Waverly Place, Fernsehserie, Episode 2x19)
- 2009–2013: Zeit der Sehnsucht (Days of Our Lives, Soap)
- 2012: Body of Proof (Fernsehserie, Episode 2x16)
- 2012: Glee (Fernsehserie, Episode 4x19)
- 2013: Revolution (Fernsehserie, Episode 1x15)
- 2015: Eye Candy (Fernsehserie, 10 Episoden)
- 2017: Teen Wolf (Fernsehserie, 3 Episoden)
- 2018: Driven (Fernsehserie, 8 Episoden)
- 2019–2022: In the Dark (Fernsehserie)
- 2021: Into the Dark (Fernsehserie, 1 Episode)